# (69228) Kamerunberg
(69228) Kamerunberg est un astéroïde de la ceinture principale, de la famille de Hungaria.

## Description
(69228) Kamerunberg est un astéroïde de la ceinture principale, de la famille de Hungaria. Il présente une orbite caractérisée par un demi-grand axe de 1,90 UA, une excentricité de 0,07 et une inclinaison de 22,1° par rapport à l'écliptique.

## Compléments